# Peter Pysall
Peter Pysall (* 26. Juni 1960 in Heiligenstadt) ist ein deutscher Handballtrainer und ehemaliger Handballspieler.

## Spieler im Verein
Pysall spielte von 1974 bis 1990 beim SC Magdeburg und anschließend bei der SG Leutershausen. Seine Stammposition war Aufbau Mitte, beim SCM war er auf dieser Position Nachfolger von Ernst Gerlach. Zu seinen Erfolgen als Spieler im Verein zählen mehrere DDR-Meister-Titel mit Magdeburg, einmal war er Pokalsieger der DDR, 1981 Europapokalsieger der Landesmeister. Mit der SG Leutershausen wurde er 1992 deutscher Vizemeister.

## Spieler in der Nationalmannschaft
Peter Pysall bestritt 155 Länderspiele für die Nationalmannschaft der DDR. Mit dem Nationalteam wurde er 7. bei der Weltmeisterschaft (WM) 1982 und gewann die Bronzemedaille bei der WM 1986. Bei den Olympischen Spielen 1988 wurde er mit der DHV-Auswahl 7., wobei er zwei Tore erzielte. 1984 wurde er mit der Nationalmannschaft mit dem Vaterländischen Verdienstorden in Gold ausgezeichnet.

## Trainer
Als Handballtrainer war Peter Pysall bei den Vereinen SC Magdeburg, TSV Bayer Dormagen, SG Leutershausen, SV Post Schwerin, HSV Insel Usedom und Dessau-Roßlauer HV tätig. 1996 gewann er als Co-Trainer des SC Magdeburg den DHB-Pokal. Er schaffte mit dem TSV Bayer Dormagen 1998/99 und 2003/04 mit dem SV Post Schwerin den Aufstieg in die 1. Bundesliga. Vom 1. Juli 2012 bis zum 28. November 2015 war er für den HC Elbflorenz in Dresden tätig. Zur Saison 2017/18 übernahm er den Verbandsligisten Glinder HV Eintracht. 2019 stieg die Mannschaft unter seiner Leitung in die Sachsen-Anhalt-Liga auf. Zur Saison 2020/21 übernahm er den Verbandsligisten SV Eiche 05 Biederitz.